# Major-rendszer
A Major-rendszer, vagy Major-módszer a mnemotechnika egy eszköze, melynek célja számok megjegyzése.
A módszer lényege, hogy számjegyeket mássalhangzókká alakítjuk, majd a mássalhangzókhoz magánhangzókat adva szavakat formálunk.

## Elnevezése
A rendszert tévesen Major Beniowski után nevezték el, aki The Anti-Absurd or Phrenotypic English Pronouncing and Orthographical Dictionary című munkájában leírja a módszer egy modern változatát, azonban Aimé Paris (1798–1866) előtte kidolgozta a rendszert.

## Története[2]
A módszer első ismert változatát Pierre Hérigone (1580–1643) francia matematikus dolgozta ki. Ő francia és latin nyelven alkotott, és mássalhangzókat és magánhangzókat is használt.
Hérigone rendszerét Stanislaus Mink von Wennsshein (1620 - 1699) fejlesztette tovább 1648-ban publikált művében.
Richard Grey (1696 - 1771) angol pap rendszerében még mindig használt magánhangzókat a mássalhangzókat együtt. Grey főleg értelmetlen szavakat állított elő, nem képeket. Rendszerét a Memoria Technica című könyvében írja le.
| Számjegy | Hang  | Példák | Példák |
| -------- | ----- | ------ | ------ |
| 0        | z, y  | 10     | az     |
| 1        | b, a  | 10     | az     |
| 2        | d, e  | 325    | tel    |
| 3        | t, i  | 325    | tel    |
| 4        | f, o  | 381    | teib   |
| 5        | l, u  | 381    | teib   |
| 6        | s, au | 1491   | afua   |
| 7        | p, oi | 1491   | afua   |
| 8        | k, ei | 1921   | aneb   |
| 9        | n, ou | 1921   | aneb   |

Gregor von Feinaigle (1760 - 1819) német szerzetes 1808-ban továbbfejlesztette a módszert, ő már csak mássalhangzókat használt.
| Számjegy | Hang       |
| -------- | ---------- |
| 0        | t          |
| 1        | n          |
| 2        | m          |
| 3        | r          |
| 4        | l          |
| 5        | d          |
| 6        | c, k, g, q |
| 7        | b, h, v, w |
| 8        | p, f       |
| 9        | s, x, z    |

A rendszer mai formáját Aimé Paris (1798 - 1866) francia matematikus alkotta meg.

## A rendszer
| Számjegy | Angol hang (eredeti) | Magyar hang (javasolt) |
| -------- | -------------------- | ---------------------- |
| 0        | s, z                 | c, sz, z               |
| 1        | t, d                 | t, ty, d, gy           |
| 2        | n                    | n, ny                  |
| 3        | m                    | m                      |
| 4        | r                    | r                      |
| 5        | l                    | l                      |
| 6        | j, sh, ch            | dzs, s, cs, zs         |
| 7        | k, g                 | k, g                   |
| 8        | f, v                 | f, v                   |
| 9        | p, b                 | p, b                   |

A magyar hangok közül a j hasonlóság hiányában kihagyható a rendszerből. A h ingadozó kiejtése miatt szintén nem része a táblázatnak. Ezeket a hangokat a magánhangzókkal együtt nem vesszük figyelembe a szavak dekódolásakor.
A rendszer memorizálását segíti, hogy az azonos számjegyhez tartozó hangok hasonlóak.

## A major rendszer praktikus használata
A major rendszer célja az, hogy egy logikus szabály alapján számokat szavakra lehessen váltani. Aki ismeri a rendszer logikáját, az le tudja fordítani a szavat számba. Ez olyan, mint egy fajta titkos kódolás, amivel számokat lehet egymás között kicserélni, amit mások nem értenek. Manapság ezt a metódot főként memóriaművészek használják, hogy információkat tároljanak az emlékezetükben.
A szóraváltás úgy lesz lehetséges, hogy a magánhangzók, a „H” és az „Y” betűk nem képviselnek számot. Ezeket a betűket korlátlan mennyiségben lehet azok a betűk közé illeszteni, amelyek egy számmal vannak összekötve. Példa:
94 – a rendszer szabály szerint = p vagy b + r
Ezután a 94 helyett azt is lehet írni hogy “BOR” = 9 - 4 = 94
A magánhangzó nem változtatta meg a szám értékét.
Így a “bor”, egyértelműen kódolja a 94-es számot és mindenkinek érthető, aki a major rendszert ismeri.

### A major rendszer legfontosabb szabályai
A magánhangzók nem képviselnek számot.
A „H” és az „Y” betűk nem képviselnek számot.
Duplabetűk mint KK, TT, NN … stb. – mindig egy számot képviselnek. Példa: “makk” = 37 és nem 377
Számokból mint: 02, 03, 04 stb. , azok úgy számítanak, mint ha a nulla nem létezne. 02 =2, 03 = 3 …

### Major rendszer lista 1-20
| Szám | Szó     |
| 00   | hosszú  |
| 01   | tea     |
| 02   | szén    |
| 03   | moha    |
| 04   | ruha    |
| 05   | szél    |
| 06   | hús     |
| 07   | szék    |
| 08   | fiú     |
| 09   | pia     |
| 10   | dísz    |
| 11   | tető    |
| 12   | tonna   |
| 13   | asztma  |
| 14   | daru    |
| 15   | toll    |
| 16   | huzatos |
| 17   | tag     |
| 18   | táv     |
| 19   | dob     |
| 20   | zenész  |

## Gyakorló felület
http://major-system-generator.net/hu/
https://youwillbefine.hu/major
1. ↑  http://mt.artofmemory.com/wiki/Major_Beniowski
2. ↑  http://blog.artofmemory.com/history-of-the-major-system-1092.html